# Volta a l'Algarve 2012
La Volta a l'Algarve 2012 fou la 38a edició de la Volta a l'Algarve. La cursa formava part de l'UCI Europa Tour 2012 i es disputà en cinc etapes entre el 15 i el 19 de febrer de 2012. El vencedor final fou l'australià Richie Porte, que s'imposà per davant de l'alemany Tony Martin i el seu company d'equip Bradley Wiggins. Edvald Boasson Hagen guanyà la classificació dels punts, Sérgio Sousa la de la muntanya i Raúl Alarcón la dels esprints. El Team Sky guanyà la classificació per equips.

## Equips participants
| Núm.  | Equip                   |
| ----- | ----------------------- |
| 01-08 | Omega Pharma-Quick Step |
| 11-18 | RadioShack-Nissan       |
| 21-28 | Movistar Team           |
| 31-38 | Team Sky                |
| 41-48 | Rabobank ProTeam        |
| 51-58 | Lotto-Belisol           |
| 61-68 | AG2R La Mondiale        |
| 71-78 | BMC Racing Team         |
| 81-88 | Garmin-Barracuda        |
| 91-98 | Team Saxo Bank          |

| Núm.    | Equip                        |
| ------- | ---------------------------- |
| 101-108 | Vacansoleil-DCM              |
| 111-118 | Topsport Vlaanderen-Mercator |
| 121-128 | Caja Rural                   |
| 131-138 | RusVelo                      |
| 141-148 | UnitedHealthcare             |
| 151-159 | An Post-Sean Kelly           |
| 161-168 | Efapel-Glassdrive            |
| 171-180 | Onda                         |
| 181-188 | Carmim-Prio                  |
| 191-198 | LA-Antarte                   |

## Classificació de les etapes
| #        | Data         | Recorregut                  | Km         | Vencedor d'etapa     | Líder de la general  |
| -------- | ------------ | --------------------------- | ---------- | -------------------- | -------------------- |
| 1a etapa | 15 de febrer | Dunas Douradas-Albufeira    | 151,0      | Gianni Meersman      | Gianni Meersman      |
| 2a etapa | 16 de febrer | Faro-Lagoa                  | 187,5      | Edvald Boasson Hagen | Edvald Boasson Hagen |
| 3a etapa | 17 de febrer | Castro Marim-Alto do Malhão | 194,6      | Richie Porte         | Richie Porte         |
| 4a etapa | 18 de febrer | Vilamoura-Tavira            | 186,3      | Gerald Ciolek        | Richie Porte         |
| 5a etapa | 19 de febrer | Lagoa-Portimão              | 25,8 (CRI) | Bradley Wiggins      | Richie Porte         |

### Classificació general final
|    | Ciclista                   | Equip                   | Temps       |
| -- | -------------------------- | ----------------------- | ----------- |
| 1  | Richie Porte               | Team Sky                | 19h 02' 43" |
| 2  | Tony Martin                | Omega Pharma-Quick Step | + 37"       |
| 3  | Bradley Wiggins            | Team Sky                | + 44"       |
| 4  | Jurgen van den Broeck      | Lotto-Belisol           | + 50"       |
| 5  | Rui Alberto Faria da Costa | Movistar Team           | + 58"       |
| 6  | Tiago Machado              | RadioShack-Nissan       | + 1' 02"    |
| 7  | Tejay van Garderen         | BMC Racing Team         | + 1' 13"    |
| 8  | Andrew Talansky            | Garmin-Barracuda        | + 1' 14"    |
| 9  | Johnny Hoogerland          | Vacansoleil-DCM         | + 1' 33"    |
| 10 | Gianni Meersman            | Lotto-Belisol           | + 1' 39"    |

## Evolució de les classificacions
| Etapa (Vencedor)                | Classificació general | Classificació de la muntanya | Classificació dels esprints | Classificació per punts | Classificació per equips |
| ------------------------------- | --------------------- | ---------------------------- | --------------------------- | ----------------------- | ------------------------ |
| 1a etapa (Gianni Meersman)      | Gianni Meersman       | Karsten Kroon                | Karsten Kroon               | Gianni Meersman         | AG2R La Mondiale         |
| 2a etapa (Edvald Boasson Hagen) | Edvald Boasson Hagen  | Karsten Kroon                | Raúl Alarcón                | Matti Breschel          | Vacansoleil-DCM          |
| 3a etapa (Richie Porte)         | Richie Porte          | Sérgio Sousa                 | Raúl Alarcón                | Matti Breschel          | Movistar Team            |
| 4a etapa (Gerald Ciolek)        | Richie Porte          | Sérgio Sousa                 | Raúl Alarcón                | Edvald Boasson Hagen    | Movistar Team            |
| 5a etapa (Bradley Wiggins)      | Richie Porte          | Sérgio Sousa                 | Raúl Alarcón                | Edvald Boasson Hagen    | Team Sky                 |
| Classificacions finals          | Richie Porte          | Sérgio Sousa                 | Raúl Alarcón                | Edvald Boasson Hagen    | Team Sky                 |